# قنات گوهرریز جوپار
قنات گوهرریز، یک رشته قنات در جوپار کرمان و از جمله قنات‌های ایرانی ثبت‌شده به‌عنوان میراث جهانی یونسکو است.
قنات گوهر ریز یکی از فعال‌ترین قنات‌های جوپاراست که در دوره صفویه حفرشده و درمجموع با سه هزار و ۵۵۶ متر طول و ۱۲۹ حلقه چاه و در شش رشته با دبی آب ۶۰ لیتر در ثانیه حدود ۳۳۰ هکتار اراضی باغی شهر جوپار را آبیاری می‌کند و یکی از مزیت‌های این قنات تأمین آب آن از گسل است.

## ثبت در میراث جهانی یونسکو
در چهلمین اجلاس میراث جهانی یونسکو که ژوئیه ۲۰۱۶ در استانبول برگزار شد، یازده قنات ایرانی به عنوان بیستمین اثر ایران بر اساس دو معیار از ۶ معیار فرهنگی کمیته میراث جهانی شامل گواهی بی‌همتا یا دست‌کم استثنایی بر یک سنت فرهنگی و نمونه‌ای برجسته در معماری یا تکنولوژی که مرحله مهمی از تاریخ بشر را نشان دهد، در فهرست میراث جهانی قرار گرفت. پرونده ۱۱ قنات ایرانی با داشتن تکنولوژی متفاوت و با قدمت بیش از ۲۵۰۰ تا ۲۰۰ سال به یونسکو جهت ثبت جهانی ارائه شد و پس از بررسی و تأیید کارشناسان یونسکو این پرونده ثبت و در فهرست آثار جهانی قرار گرفت.
یازده قناتی که ثبت جهانی شده‌اند، هرکدام به لحاظ قدمت، نوع معماری، عمق، طول و مشخصاتی از این دست، منحصر به فرد و بی نظیر هستند. قنات گوهرریز جوپار نیز به عنوان یکی از این قنات‌های یازده‌گانه در فهرست میراث جهانی یونسکو به ثبت رسید.

## نوشتارهای وابسته
- فهرست قنات‌های شهرستان کرمان